# Pfarrkirche Fahndorf

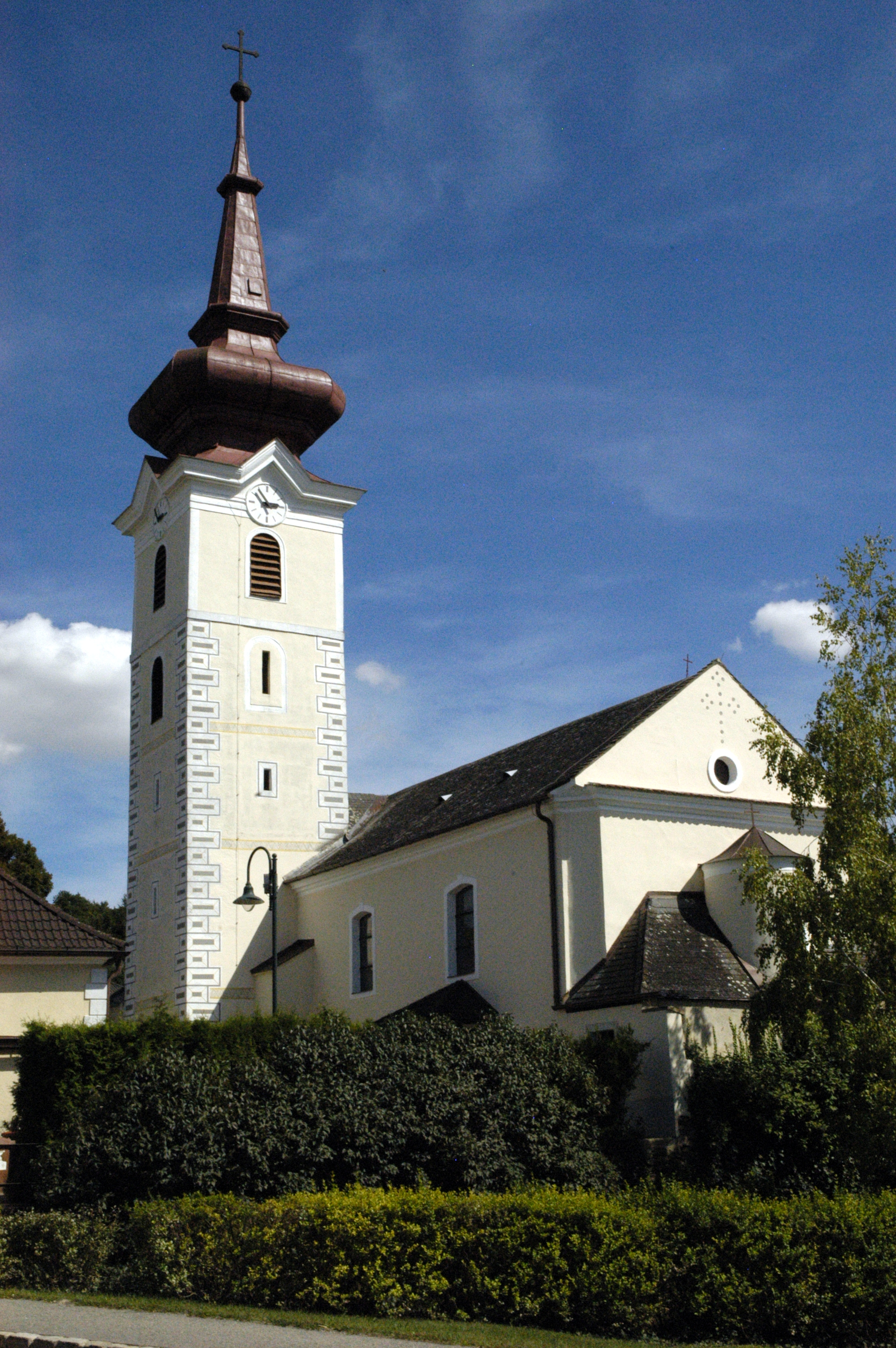
Katholische Pfarrkirche hl. Laurentius in Fahndorf

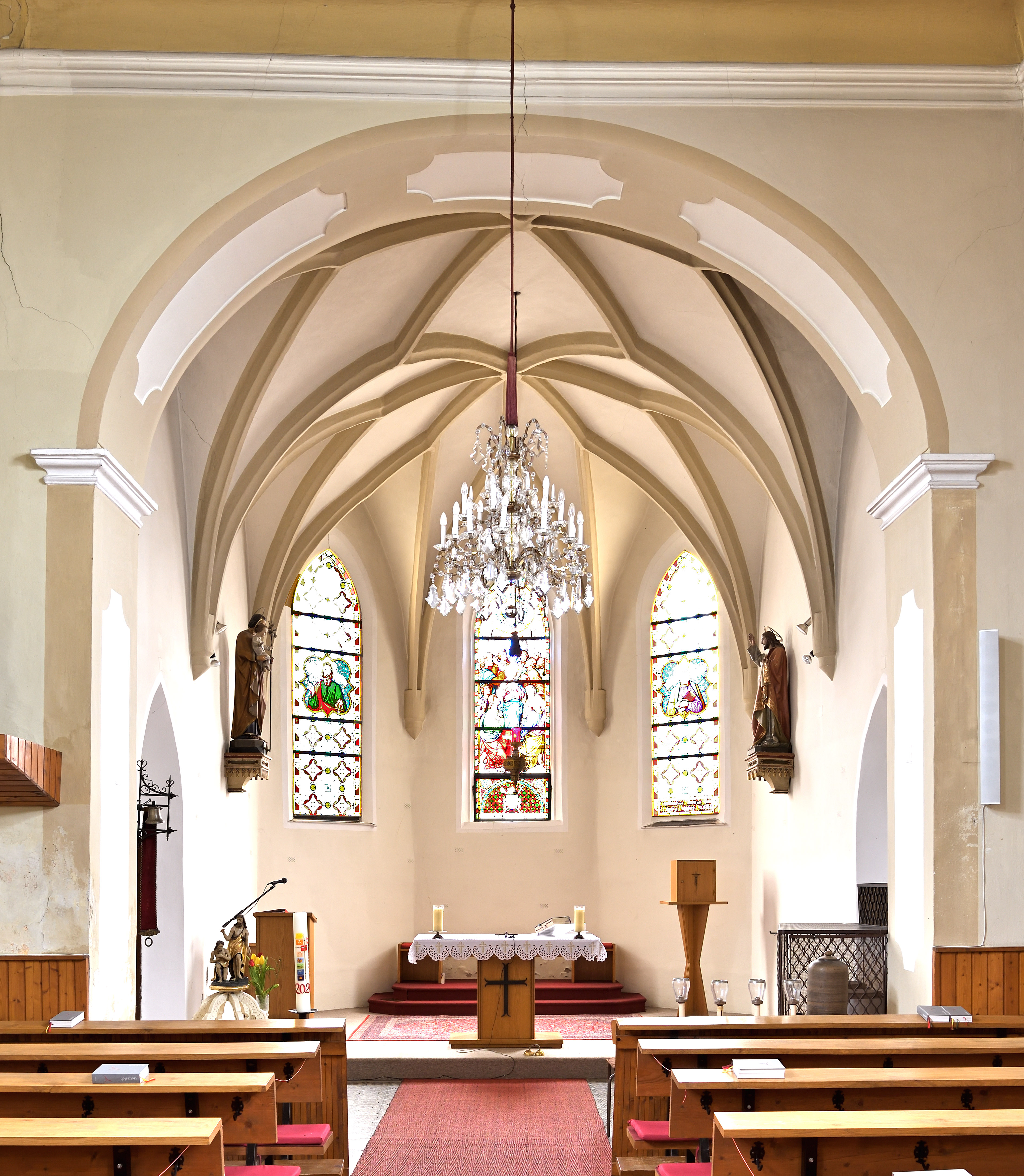
Langhaus, Blick zum Chor

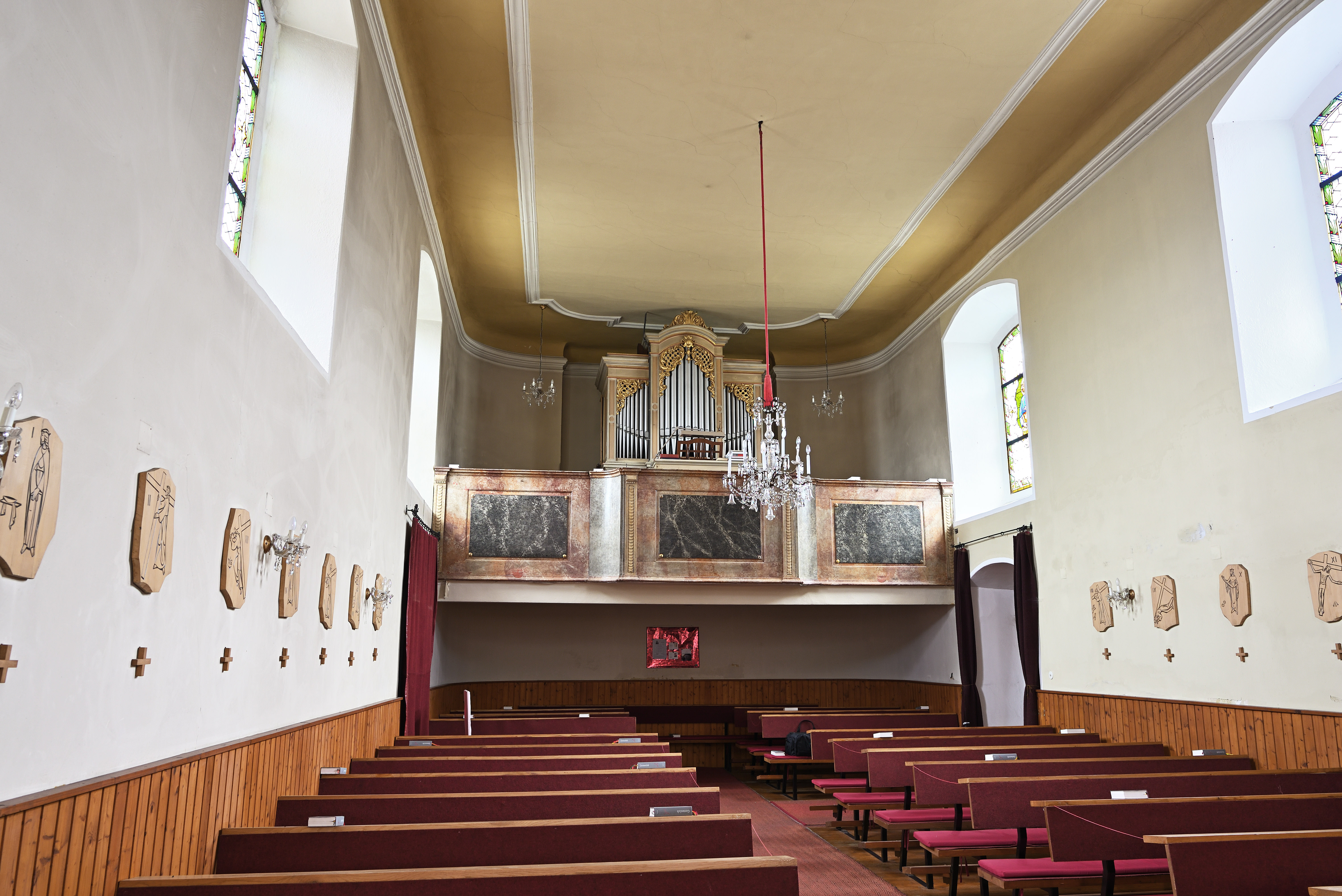
Langhaus, Blick zur Orgelempore

Die römisch-katholische Pfarrkirche Fahndorf steht mittig im Ort Fahndorf in der Marktgemeinde Ziersdorf im Bezirk Hollabrunn in Niederösterreich. Die dem Patrozinium Heiliger Geist unterstellte Pfarrkirche – dem Stift Melk inkorporiert – gehört zum Dekanat Schmidatal im Vikariat Unter dem Manhartsberg der Erzdiözese Wien. Die Kirche steht unter Denkmalschutz (Listeneintrag).

## Geschichte
Die dem Stift Melk inkorporierte Kirche wurde 1783 zur Pfarrkirche erhoben.
1978 war eine Restaurierung.

## Architektur
Die spätbarocke Saalkirche mit einem spätgotischen Chor und spätgotischen Nordturm steht über der Böschungsmauer am Rohrbach und ist von einem Friedhof mit einem barocken Pfeilerportal umgeben.
Das Kirchenäußere zeigt ein schlichtes Langhaus aus dem späten 18. Jahrhundert unter einem Satteldach mit Eckabschrägungen und gefaschten Flachbogenfenstern. Der Westfront ist ein rundes Stiegenhaus vorgestellt, das Südportal ist architraviert, es gibt zwei Strebepfeiler vom gotischen Kern. Der spätgotische einjochige Chor hat einen Fünfachtelschluss mit Strebepfeilern und Spitzbogenfenstern. Der im Kern gotische Turm im nördlichen Chorwinkel hat barocke Schallfenster und eine Ortsteinrahmung und trägt über barocken Uhrengiebeln einen Zwiebelhelm, östlich am Turm steht ein barocker Sakristeianbau. Südlich an Langhaus und Chor steht ein fünfseitiger Kapellenanbau um 1900 als ehemalige Heilig-Grab-Kapelle mit Spitzbogenfenstern.
Das Kircheninnere zeigt ein Langhaus mit im Westen ausgerundeten Ecken unter einer gekehlten Flachdecke mit einem Stuckspiegel über einem umlaufenden Gesims. Die Orgelempore hat eine marmorierte Brüstung. Der eingezogene Triumphbogen hat Putzschnittfelder. Der Chor hat ein spätgotisches Netzrippengewölbe auf Kelchkonsolen und zwei Schlusssteinen.
Die Glasmalereien mit Heiligen schuf Ostermann und Hartwein von 1894 bis 1896.

## Ausstattung
Es gibt ein gebuckeltes Taufbecken aus Sandstein mit einem Holzvolutendeckel aus der ersten Hälfte des 18. Jahrhunderts mit einer Aufsatzgruppe Taufe Christi.
Die neobarocke Orgel schufen die Gebrüder Rieger 1914.